# Volendam
Volendam est une ville néerlandaise, situé dans la commune d'Edam-Volendam, en province de Hollande-Septentrionale. En 2019, elle compte 22 505 habitants.

## Localisation
La localité se situe au sud-est de la ville d'Edam, sur le bord du Markermeer, à environ 20 km au nord-est d'Amsterdam.

## Économie
Volendam est un village assez touristique, avec comme point d'intérêt le port et le vieux centre. L'hôtel Spaander est une destination de choix pour les peintres de la fin du xixe siècle et du début du xxe siècle.

## Sport
Volendam est connu pour son club de football professionnel, le FC Volendam, ainsi que pour son club de handball, le HV KRAS/Volendam, club habitué aux compétitions européennes.

## Personnalités liées à Volendam

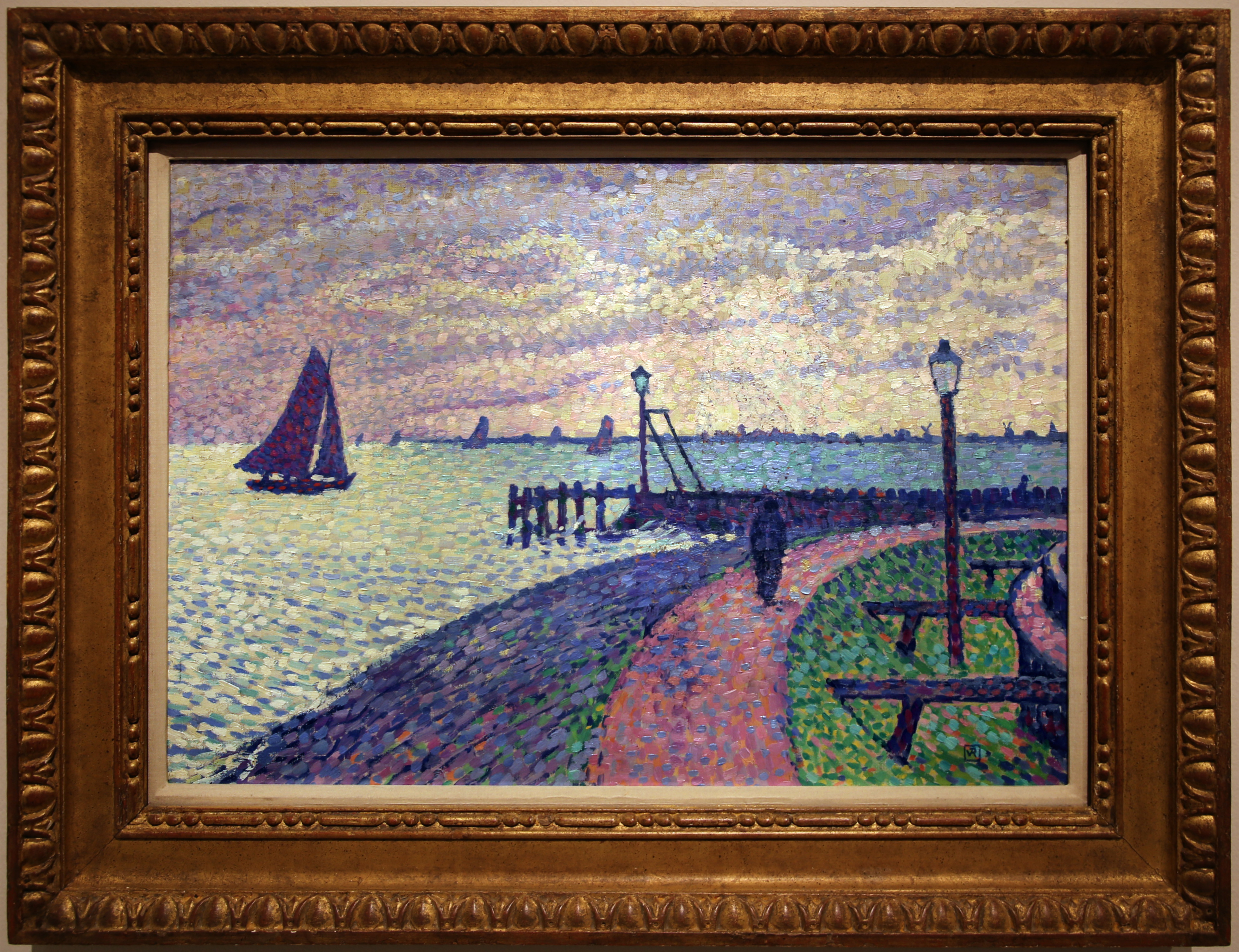
Entrée du port de Volendam
Théo Van Rysselberghe, vers 1896
Musée Thyssen-Bornemisza, Madrid

Sont liées à Volendam les personnalités suivantes :
- Debbie Bont, née en 1990 à Volendam, handballeuse néerlandaise ;
- Augustin Hanicotte (1870-1957), artiste peintre qui trouve à louer un atelier par l'aubergiste de l'hôtel Spaander où il loge et dont il épouse à Paris l'une des filles. C'est là qu'il fait la connaissance de deux autres peintres, Wilm Wouters (1887-1957) et Georges Herin (1884-1936), qui deviendront ses beaux-frères. Il quitter la petite cité pour ne pas y revenir. Son fonds d'atelier sera entièrement détruit par l'inondation des polders en 1917 ;
- Arnold Mühren, né en 1951 à Volendam, footballeur néerlandais ;
- Gerrie Mühren (1956-2013), né et mort à Volendam, footballeur néerlandais ;
- Jack Tuyp, né en 1983 à Volendam, footballeur néerlandais.
- Dick Tol, (1934-1973), footballeur néerlandais ayant effectué toute sa carrière au FC Volendam ;
- Wim Jonk, né en 1966 à Volendam, ancien footballeur et actuel entraîneur principal du FC Volendam ;
- Jan Smit, né en 1985 à Volendam, chanteur et actuel président du FC Volendam.

## Démographie
Le 1er janvier 2018, Volendam compte 22 365 habitants. En 2019, ils sont 22 505.

## Galerie

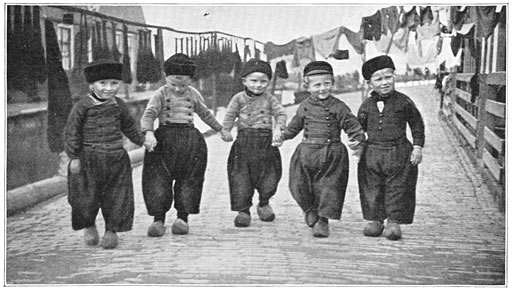
Enfants en costume local, 1906
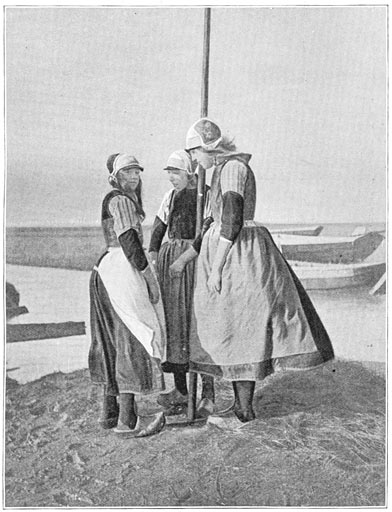
Jeunes filles en costume local, 1906
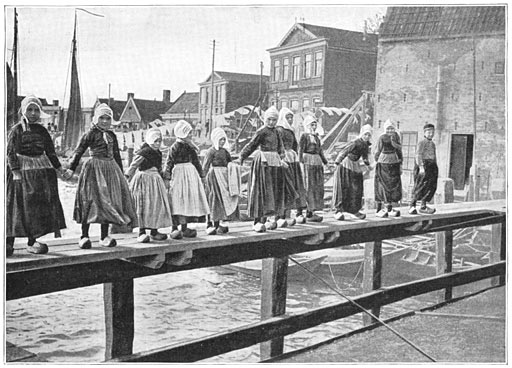
Enfants en costume local, 1906
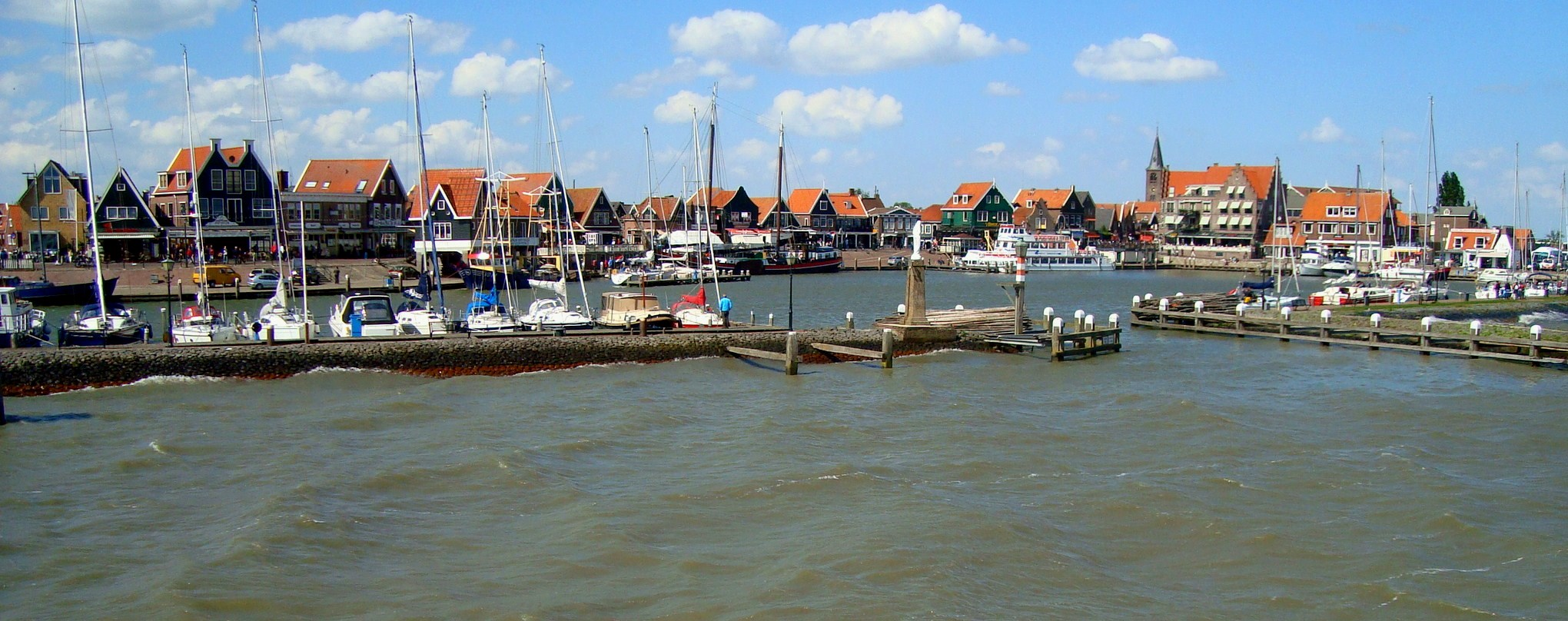
Vue générale sur le port.